# Sunucs
Els sunucs o sunics (llatí: Sunuci o Sunici) eren un poble germànic esmentat per Tàcit a la revolta dels bataus dirigida per Juli Civilis.
Civilis havia fet una aliança amb la Colonia Agrippinensium (Colònia), i va decidir guanyar-se els pobles més propers a aquesta ciutat, entre ells els sunucs. Va atacar els romans, però Claudi Labeó, cap dels bataus, se li va oposar amb un exèrcit organitzat precipitadament amb algunes tribus veïnes entre les que hi havia betasis (betasii), tungres (tungri) i nervis (nervii) i va confiar la seva victòria a la posició estratègica que tenia sobre el pont del Mosa, que per altra banda no se sap on era.
Els sunucs vivien probablement entre Colònia i el Mosa. Plini el Vell diu que els sunuscs es trobaven entre els tungri i els frisiabones.